# Max Aitken (2. baron Beaverbrook)
John William Maxwell Aitken, 2. baron Beaverbrook (ur. 15 lutego 1910 w Montrealu, zm. 30 kwietnia 1985) – brytyjski arystokrata i polityk, syn Maxa Aitkena, 1. barona Beaverbrook, i Gladys Drury, córki generała-majora Charlesa Drury'ego.
Wykształcenie odebrał w Westminster School. Podczas II wojny światowej służył w Królewskich Siłach Powietrznych, w 601 szwadronie Hurricane'ów. Za swoją służbę otrzymał Order za Wybitną Służbę w 1942 r. i Order za Wybitną Służbę Lotniczą w 1940 r. Został również kapitanem eskadry. Po wojnie rozpoczął pracę w rodzinnym biznesie prasowym, zostając dyrektorem Express Group i przewodniczącym Beaverbrook Newspapers Ltd.
W latach 1945–1950 zasiadał w Izbie Gmin jako reprezentant okręgu Halborn z ramienia Partii Konserwatywnej. Miejsce w Parlamencie utracił po likwidacji swojego okręgu wyborczego. Po śmierci ojca 9 czerwca 1964 r. odziedziczył tytuł barona Beaverbrook, ale po trzech dniach zrezygnował z tytułu. Był kanclerzem Uniwersytetu Nowego Brunszwiku. W 1966 r. uzyskał tytuł honorowego doktora prawa tego uniwersytetu.
Interesował się żeglugą, posiadał własny jacht. Był współzałożycielem London Boat Show. W 1979 r. założył Prospect Museum Trust , w którym zgromadził bogatą kolekcję przedmiotów związanych z morzem.
26 sierpnia 1939 r. poślubił Cynthię Helen Glencairn Monteith, córkę pułkownika Hugh Monteitha. Małżeństwo to nie doczekało się potomstwa i zakończyło się rozwodem w 1944 r.
15 sierpnia 1946 r. poślubił Ursulę Jane Kenyon-Slaney (ur. 15 stycznia 1920), córkę majora Roberta Kenyon-Slaneya i lady Mary Hamilton, córki 3. księcia Abercorn. Małżeństwo to zakończyło się rozwodem w 1950 r. Max i Ursula mieli razem dwie córki:
- Kirsty Jane Aitken (ur. 22 czerwca 1947), żona Jonathana Morleya i Christophera Smallwooda, ma dzieci
- Lynda Mary Kathleen Aitken (ur. 30 października 1948), żona Nicholasa Saxtona i Jonathana Dicksona, ma dzieci z drugiego małżeństwa

1 stycznia 1951 r. poślubił Violet de Trafford (ur. 17 czerwca 1926), córkę Humphreya de Trafford, 4. baroneta, i Cynthii Cadogan, córki wicehrabiego Chelsea. Max i Violet mieli razem syna i córkę:
- Maxwell William Humphrey Aitken (ur. 29 grudnia 1951), 3. baron Beaverbrook
- Laura Aitken (ur. 18 listopada 1953), żona Davida Malleta i Martina Leviego, ma dzieci

Aitken zmarł w 1985 r., w wieku 75 lat. Tytuł barona przypadł jego jedynemu synowi.